# Камара, Ноам
Ноа́м Камара́ (фр. Noham Kamara; родился 22 января 2007, Мо, Франция) — французский футболист, защитник клуба «Пари Сен-Жермен».

## Клубная карьера
Воспитанник команд «Торси» и «Пари Сен-Жермен». 3 мая 2025 года дебютировал за основную команду «парижан», выйдя на замену после перерыва в матче Лиги 1 против «Страсбура».

## Достижения
«Пари Сен-Жермен»
- Чемпион Франции: 2024/25
- Обладатель Суперкубка УЕФА: 2025